# Schloss Weiherburg
Das Schloss Weiherburg (alt Weyerburg, Weierburg) ist ein spätgotischer Ansitz im Innsbrucker Stadtteil Hötting, unmittelbar angrenzend an den Alpenzoo gelegen. Der Name bezieht sich auf einen Fischweiher, der bis 1911 bestand.

## Geschichte
Mit der Verlegung der landesfürstlichen Residenz von Meran nach Innsbruck im Jahr 1420 durch Herzog Friedrich IV. errichteten Adelige und reiche Bürger in der Umgebung der Stadt zahlreiche Ansitze.
Die Burg wurde um 1460 von Christian Tänzl erbaut. Die Familie Tänzl war durch den Schwazer Silberbergbau reich geworden und besaß u. a. auch das Schloss Tratzberg.
Um 1480 verkaufte Tänzl die Burg an den Tiroler Landesfürsten Sigismund den Münzreichen. Nach dessen Abdankung (1490) ging das Anwesen an König Maximilian I. über. Dieser erhob die Weiherburg 1493 zum adeligen Ansitz, gab ihr diese Bezeichnung und vermachte sie seinem Kanzler Oswald von Hausen.
1560 kaufte der von der Augsburger Patrizierfamilie abstammende und in Tramin (Südtirol) geborene Veit von Langenmantel (Tiroler Adelsmatrikel 1511) die Weiherburg, der einen freskengeschmückten Erweiterungsbau, den Langenmantel-Saal, errichten ließ. Erzherzog Ferdinand II. ließ das Schloss ausbauen und legte einen Tiergarten, den Vorläufer des heutigen Alpenzoos, an.
Nach mehreren Besitzerwechseln übernahm die Stadt Innsbruck 1911 den Ansitz, der 1976–1978 unter Bürgermeister Alois Lugger restauriert wurde. Heute dient die Weiherburg als Repräsentationsgebäude für kulturelle und gesellschaftliche Veranstaltungen sowie einem Restaurantbetrieb.
Die St.-Anna-Schlosskapelle wurde während der Amtszeit des Brixener Weihbischofs Conrad Reichard zwischen 1481 und 1513 geweiht und um 1798 durch Josef Strickner mit Fresken verziert. Das Altarbild zeigt die Gottesmutter Maria zwischen der heiligen Anna und dem heiligen Christophorus.

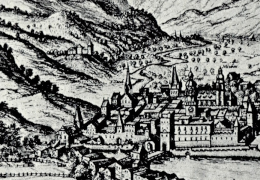
Weyerburg über Innsbruck, 1575 (Blick innabwärts nach Hall)
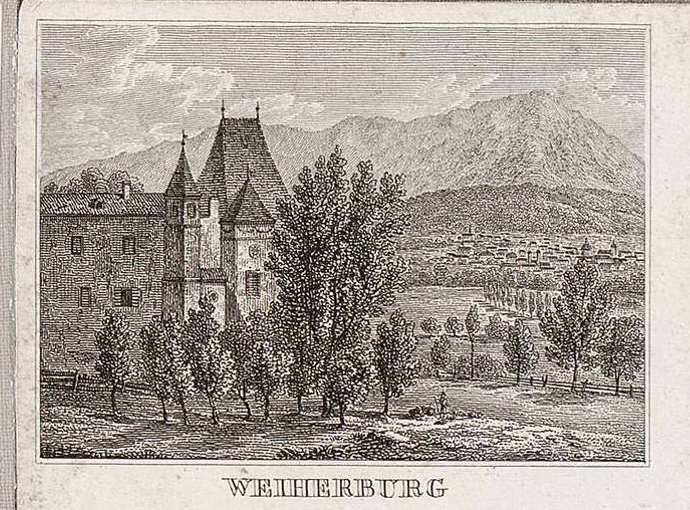
Die Weiherburg um 1840
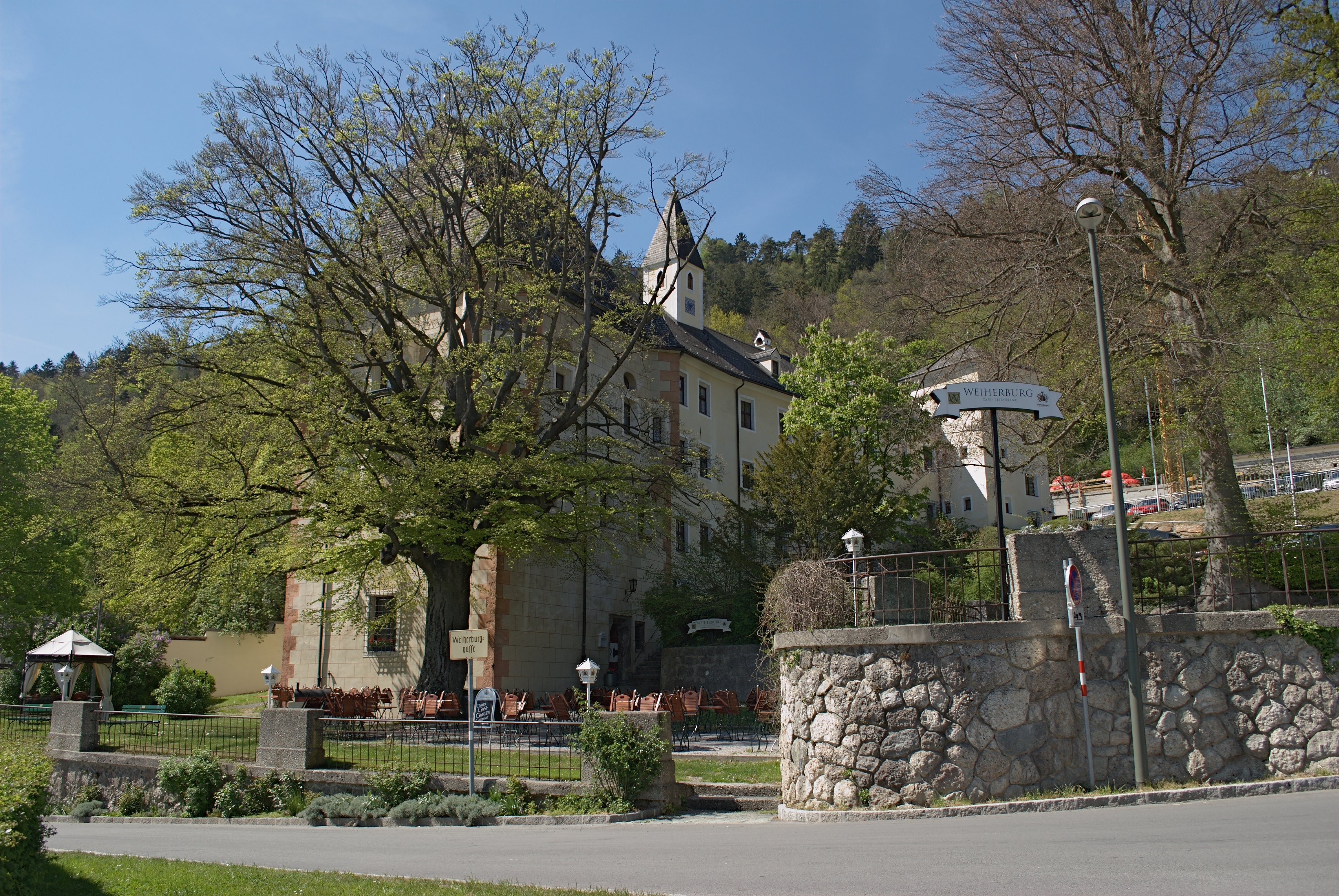
Die Weiherburg von Süden

|  |  |